# 東區 (福岡市)
東区（日语：／ Higashi ku */?）是福岡市的7個行政区之一，位於博多灣沿海，轄區包括被稱為「海之中道」長達九公里的連島沙洲，以及位於沙洲末端，汉委奴国王印出土所在地－志賀島。本區為福岡市內人口最多的一區。

## 歷史

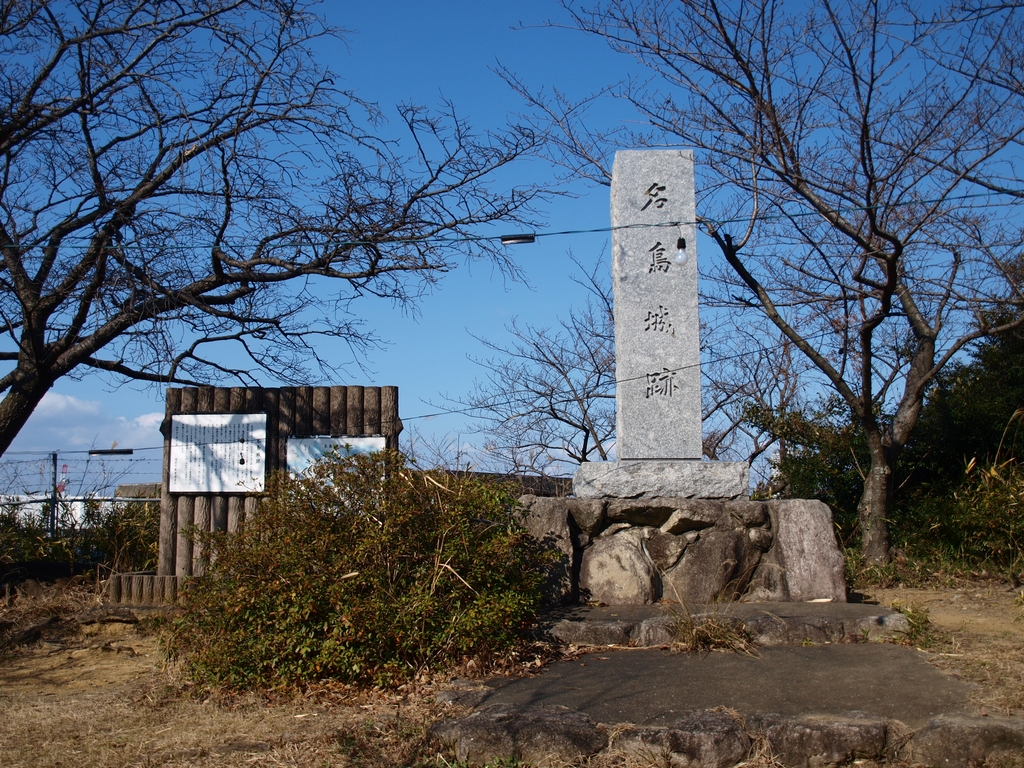
名島城遺址

在安土桃山時代，小早川隆景曾在此建立名島城，但在關原之戰後，小早川氏改封至備前國岡山藩，取而代之是黑田長政，最初仍以名島城為居城，但在在1601年開始興建福岡城後，福岡藩的政治中心便轉移至鄰近的福岡。

### 年表
- 1889年4月1日：實施市町村制，現在的東區在當時分屬：[2]
  - 糟屋郡：箱崎町、多多良村、香椎村、和白村、志賀島村。
  - 那珂郡：千代村。
- 1896年2月26日：席田郡、那珂郡、御笠郡合併為筑紫郡。
- 1912年10月1日：千代村改制為千代町。
- 1928年5月1日：千代町被併入福岡市。
- 1940年12月26日：箱崎町被併入福岡市。
- 1943年2月11日：香椎村改制為香椎町。
- 1950年4月1日：多多良村改制為多多良町。
- 1953年7月5日：志賀島村改制並改名為志賀町。
- 1954年11月1日：和白村改制為和白町。
- 1955年2月1日：香椎町和多多良町被併入福岡市。[3]
- 1960年8月27日：和白町被併入福岡市。
- 1971年4月5日：志賀町被併入福岡市。
- 1972年4月1日：福岡市成為政令指定都市，同時設置東區。

### 變遷表
| 1889年以前 | 1889年4月1日    | 1889年4月1日              | 1889年 - 1925年      | 1926年 - 1944年           | 1945年 - 1954年                 | 1955年 - 1989年           | 1989年 - 現在 | 現在   |
| ---------- | --------------- | ------------------------- | -------------------- | ------------------------- | ------------------------------- | ------------------------- | ------------- | ------ |
| 表糟屋郡   | 糟屋郡 箱崎町   | 糟屋郡 箱崎町             | 糟屋郡 箱崎町        | 1940年12月26日 併入福岡市 | 1940年12月26日 併入福岡市       | 1940年12月26日 併入福岡市 | 福岡市        | 福岡市 |
| 表糟屋郡   | 糟屋郡 多多良村 | 糟屋郡 多多良村           | 糟屋郡 多多良村      | 糟屋郡 多多良村           | 1950年4月1日 多多良町           | 1955年2月1日 併入福岡市   | 福岡市        | 福岡市 |
| 裏糟屋郡   | 糟屋郡 香椎村   | 糟屋郡 香椎村             | 糟屋郡 香椎村        | 1943年2月11日 香椎町      | 1943年2月11日 香椎町            | 1955年2月1日 併入福岡市   | 福岡市        | 福岡市 |
| 裏糟屋郡   | 糟屋郡 和白村   | 糟屋郡 和白村             | 糟屋郡 和白村        | 糟屋郡 和白村             | 1954年11月1日 和白町            | 1960年8月27日 併入福岡市  | 福岡市        | 福岡市 |
| 那珂郡     | 糟屋郡 志賀島村 | 糟屋郡 志賀島村           | 糟屋郡 志賀島村      | 糟屋郡 志賀島村           | 1953年7月5日 改制並改名為志賀町 | 1971年4月5日 併入福岡市   | 福岡市        | 福岡市 |
| 那珂郡     | 那珂郡 千代村   | 1896年4月1日 筑紫郡千代村 | 1912年10月1日 千代町 | 1928年5月1日 併入福岡市   | 1928年5月1日 併入福岡市         | 1928年5月1日 併入福岡市   | 福岡市        | 福岡市 |

## 交通

### 鐵道
西日本旅客鐵道（JR西日本）
- 山陽新幹線：未於轄區內設站

 九州旅客鐵道（JR九州）
- 鹿兒島本線：福工大前車站 - 九產大前車站 - 香椎車站 - 千早車站 - 箱崎車站
- 香椎線：西戶崎車站 - 海之中道車站 - 雁之巢車站 - 奈多車站 - 和白車站 - 香椎車站 - 香椎神宮車站 - 舞松原車站 - 土井車站

 福岡市交通局
- 福岡市地下鐵
  - 箱崎線：馬出九大病院前車站 - 箱崎宮前車站 - 箱崎九大前車站 - 貝塚車站

 西日本鐵道（西鐵）
- 貝塚線： 貝塚車站 - 名島車站 - 千早車站 - 香椎宮前車站 - 西鐵香椎車站 - 香椎花園前車站 - 唐之原車站 - 和白車站 - 三苫車站

|  |  |

## 教育

### 大學、短期大學
- 九州大學箱崎校區、病院校區
- 福岡女子大學
- 九州產業大學
- 福岡工業大學
- 九州造形短期大學

### 高等學校
- 福岡縣立香住丘高等學校
- 福岡縣立香椎高等學校
- 福岡縣立香椎工業高等學校
- 博多高等學校
- 博多女子高等學校
- 立花高等學校
- 福岡工業大學附屬城東高等學校
- 九州產業大學附屬九州高等學校

### 特殊學校
- 福岡市立東福岡特別支援學校